# 카살라주

카살라주의 위치

카살라주(아랍어: كسلا)는 수단 동부에 위치한 주(州)로, 주도는 카살라이며 인구는 1,171,118명(2006년 기준), 넓이는 36,710km2이다. 동쪽으로는 에리트레아와 국경을 접한다.